# Carrasco

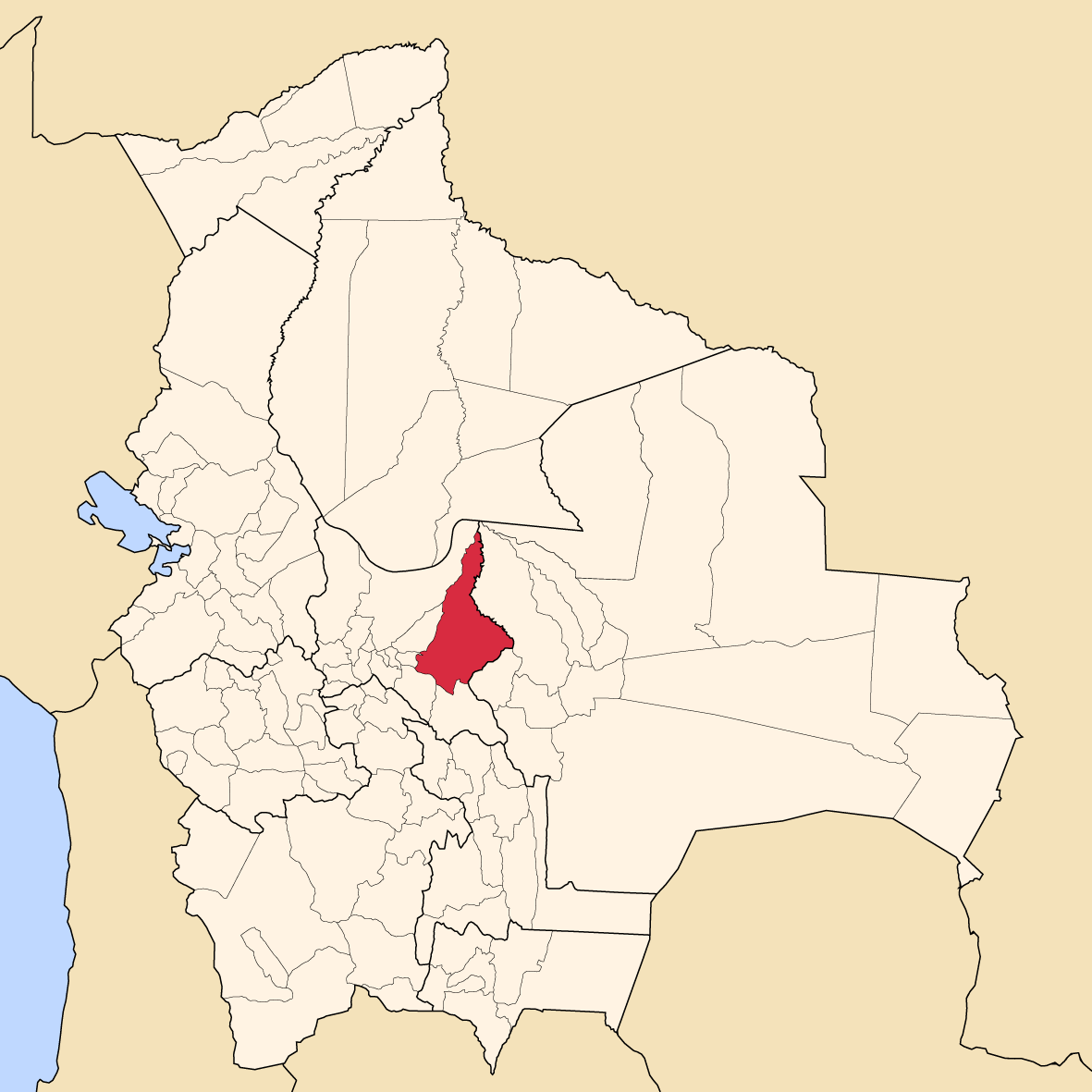
Provinsens läge i Bolivia

Carrasco är en provins i departementet Cochabamba i Bolivia. Den administrativa huvudorten är Totora.